# Uitgeverij
Een uitgeverij is een onderneming die gedrukte teksten, meestal boeken en tijdschriften, produceert en verkoopt via boekhandels en warenhuizen, tegenwoordig ook in digitale vorm. Voor het aanwerven, produceren en onder de aandacht brengen van haar producten heeft de uitgeverij redacteuren, ontwerpers en correctoren in dienst, alsmede promotiemedewerkers. In de begindagen van de boekdrukkunst was de uitgever, de drukker en de boekverkoper nog een en dezelfde persoon. Tegenwoordig geven veel uitgeverijen alleen nog uit en kennen een specialisatie, bijvoorbeeld literaire boeken of schoolboeken. 

## Geschiedenis
Het uitgeverijbedrijf is pas in de loop van de geschiedenis der boekdrukkunst ontstaan. Eerst waren de drukker, uitgever en de verkoper van een boek dezelfde persoon en breidden drukkers hun assortiment uit door middel van ruilhandel. In de zeventiende eeuw begon het uitbesteden van het drukken op te komen. Terwijl de drukker van alles moest drukken om zijn persen gaande te houden, kon de uitgever-boekverkoper zijn assortiment specialiseren. Neveninkomsten waren kantoorartikelen en andere waren, het binden van boeken voor een klant en ook de vervaardiging en verkoop van roofdrukken.
De vroegst gedateerde drukken dateren zowel voor de Noordelijke als de Zuidelijke Nederlanden uit 1473 en werden vervaardigd te Utrecht, Aalst en Leuven. Het merendeel van deze zogeheten incunabelen, waarvan er zo'n 2000 bekend zijn, zijn in het Latijn. In de volkstaal werden vooral bijbels en heiligenlevens gedrukt. Na 1500, in de periode van de postincunabelen werd Antwerpen het centrum van de boekhandel en -productie: van de 120 bekende Nederlandse drukkers bevonden zich er 56 daar.
Het bedrijf van de Antwerpse drukker-uitgever Christoffel Plantijn was na 1540 de meest productieve en zelfs de grootste drukkerij ter wereld. Tegen het einde van de 16e verschoof het zwaartepunt naar Amsterdam. De Bezige Bij is een uitgeverij die in de Tweede Wereldoorlog clandestien begon. 
Tegenwoordig heeft de uitgever een contract met een auteur, die zijn auteursrecht exclusief bij de uitgeverij onderbrengt. In ruil daarvoor brengt de uitgeverij het werk in druk op de markt en probeert ook de vertaalrechten aan buitenlandse uitgevers te verkopen. De auteur zelf ontvangt per verkocht boek een percentage van de verkoopprijs, de zogeheten royalty, maar wordt soms ook afgekocht met een vast bedrag.
Moderne uitgeverijen zijn meestal gespecialiseerd in een bepaald segment, bijvoorbeeld (jeugd)literatuur, schoolboeken, kunstboeken of wetenschappelijke publicaties. Zo is de in Oegstgeest gevestigde Amsterdam Publishers gespecialiseerd in memoires van overlevenden van de Holocaust.
Een hedendaagse trend is dat uitgeverijen en de visuele media bruggen bouwen. Omdat de combinatie boek en televisie of internet tot grotere verkoop leidt, richten uitgeverijen zich steeds meer op crossmediale uitgaven.

## Activiteiten
Tot het werk van een uitgeverij behoren de volgende activiteiten: 
1. Het tot stand brengen van manuscripten
  - Uitgevers onderhouden contacten met auteurs, ontvangen voorstellen voor nieuwe uitgaven of nemen daartoe zelf initiatieven, beoordelen manuscripten, sluiten contracten af (en wijzen andere auteurs vriendelijk de deur).
  - Redacteuren bewerken het manuscript, controleren spelling en stijl, controleren de inhoud (bij informatieve of wetenschappelijke uitgaven).
  - Bij wetenschappelijke uitgaven worden er nog indexen geproduceerd.
2. Het aankopen van uitgeefrechten van een bestaand werk. De uitgever sluit een exclusief contract met de rechthebbende voor het uitgeven van een publicatie in een bepaald taalgebied. De contacten hiervoor lopen vaak via (literaire) agenten, of worden opgedaan op internationale vakbeurzen zoals de Frankfurter Buchmesse. Als het nodig is, zorgt een redacteur ervoor dat het werk in het Nederlands wordt vertaald.
3. Productie van de boeken of tijdschriften. Dit houdt in het contact met drukkers en vormgeving, selectie van papiersoort en lettertype.
4. Marketing en verkoop. Marketingmanagers zorgen voor de reclame en publiciteit rondom de nieuwe uitgave. Vertegenwoordigers bezoeken boekhandels en bibliotheken om zo veel mogelijk bestellingen binnen te krijgen.
5. Opslag, verzending en distributie (in Nederland in samenwerking met het CB).
6. Klantenservice en administratie. Hier worden bestellingen ontvangen en afgehandeld en de betalingen aan auteurs geregeld.

## Uitgeversgroepen en imprints
Er is een trend onder uitgeverijen om te fuseren of nauwer samen te werken als uitgeversgroep, om zo kosten te kunnen besparen en efficiënter te werken. Binnen een uitgeversgroep behouden uitgeverijen nog een zekere zelfstandigheid en eigen karakter en soms gaan uitgeverijen weer onafhankelijk verder als de groep ophoudt te bestaan.
Sommige kleinere uitgeverijen gaan op in een grotere uitgeverij, maar blijven eerdere titels en soms nog nieuwe titels van hetzelfde genre uitgeven onder dezelfde naam, wat een imprint of fonds heet. Een grote uitgever kan ook nieuwe imprints creëren om al haar publicaties beter te categoriseren naar genre. Imprints kunnen worden afgeschaft of afgestoten aan andere uitgeverijen als een grote uitgeverij besluit zich te reorganiseren.

### België en Nederland
Bekende Nederlandse en Belgische uitgeversgroepen zijn onder meer:
Literatuur, educatief, fictie en poëzie
- Veen Bosch & Keuning Uitgeversgroep (VBK Uitgeversgroep), waaronder Atlas Contact, Ambo/Anthos uitgevers, Van Dale Uitgevers, Ten Have, Houtekiet, Kosmos Uitgevers, Luitingh-Sijthoff en Boekencentrum Uitgevers
- Lannoo Uitgeverij Groep, waaronder Lannoo Uitgeverij, Uitgeverij Meulenhoff en De Boekerij
- WPG Uitgevers, waaronder A.W. Bruna Uitgevers, De Bezige Bij, Leopold en Uitgeverij Zwijsen, publiceert ook Vrij Nederland
- Singel Uitgeverijen, waaronder Em. Querido's Uitgeverij, Nijgh & Van Ditmar, De Arbeiderspers, Athenaeum - Polak & Van Gennep, De Geus
- Park Uitgevers waaronder Nieuw Amsterdam, Oceaan, Podium, Wereldbibliotheek en Fontaine Uitgevers
- Klett Gruppe, waaronder ThiemeMeulenhoff

Kranten, tijdschriften en andere nieuwsmedia
- DPG Media, waaronder
  - De Persgroep Nederland met Trouw, de Volkskrant en Algemeen Dagblad
  - De Persgroep met De Morgen en Het Laatste Nieuws
  - Medialaan met VTM
  - DPG Media Magazines met Donald Duck, Libelle (Nederlands), NU.nl, Veronica Magazine en Zo Zit Dat
- Mediahuis, waaronder
  - De Standaard, Gazet van Antwerpen, Het Belang van Limburg en Het Nieuwsblad
  - Concentra met Metro (België) en enkele Vlaamse regionale televisiezenders
  - Mediagroep Limburg met De Limburger en Limburgs Dagblad
  - NRC Media met NRC Handelsblad
  - Mediahuis Nederland met De Telegraaf, Noordhollands Dagblad en Dumpert
  - NDC mediagroep met Dagblad van het Noorden, Leeuwarder Courant en Friesch Dagblad
- Sanoma, waaronder Sanoma Media België met Humo en Libelle (Vlaams), beheert ook Malmberg
- Erdee Media Groep met het Reformatorisch Dagblad
- Mediafin, waaronder
  - Roularta Media Group met Knack en Krant van West-Vlaanderen
  - Groupe Rossel met Le Soir
    - SudPresse met vijf Waalse regionale kranten
- IPM Group met La Libre Belgique en La Dernière Heure

Wetenschap, business en recht
- Academic and Scientific Publishers (ASP/VUBPRESS/UPA)
- RELX (Reed Elsevier), waaronder Elsevier, Reed Business Information NL en LexisNexis
- Wolters Kluwer
- Springer Science+Business Media, waaronder Bohn Stafleu van Loghum

### Wereldwijd
De wereldwijd grootste, overwegend Engelstalige, uitgeversgroepen zijn onder meer: 
- Penguin Random House
- HarperCollins
- Hachette Livre
- MacMillan Publishers
- Simon & Schuster.